# Girls on Film (Duran Duran)
Girls on Film è un singolo del gruppo musicale britannico Duran Duran, pubblicato il 13 luglio 1981 come terzo estratto dal primo album in studio Duran Duran.
Sul retro è presente Faster Than Light, inedito su LP. Il videoclip di Girls on Film insieme a Hungry like the Wolf vinse la prima edizione del Grammy Award for Best Short Form Music Video nel 1984.

## Formazione
- Simon Le Bon – voce
- Nick Rhodes – tastiere
- John Taylor – basso
- Roger Taylor – batteria
- Andy Taylor – chitarra

## Classifiche
| Classifica (1981)             | Posizione massima |
| ----------------------------- | ----------------- |
| Australia                     | 11                |
| Belgio (Fiandre)              | 30                |
| Irlanda                       | 16                |
| Nuova Zelanda                 | 4                 |
| Regno Unito                   | 5                 |
| Stati Uniti (dance club)      | 24                |
| Stati Uniti (mainstream rock) | 19                |
| Svezia                        | 15                |